# Don Francks
Donald „Don” Harvey Francks, znany także jako Iron Buffalo (ur. 28 lutego 1932 w Vancouver, zm. 3 kwietnia 2016 w Toronto) – kanadyjski aktor, wokalista i muzyk jazzowy. 
Był także perkusistą, poetą, zagorzałym motocyklistą i aktywistą Greenpeace, udzielał się w  akcjach charytatywnych. Występował w roli Waltera w serialu Nikita (1997–2001).

## Życiorys

### Wczesne lata
Urodził się w Vancouver w Kolumbii Brytyjskiej w Kanadzie. Został adoptowany wkrótce po urodzeniu przez Maree Wilson (1913-1969) i Harveya Francksa (1900-1973). Dorastał w Burnaby wychowywany przez samotną matkę, która rozwiodła się, a następnie ponownie wyszła za elektryka. Pracowała w sklepie muzycznym, gdzie grała nuty na pianinie, aby klienci mogli określić, czy chcą kupić muzykę. 
Francks śpiewał mając 6 lat. Pracował na kilku stanowiskach, w tym jako chłopiec disc jockey w Vancouver, zanim w wieku 15 lat opuścił szkołę, aby wstąpić do marynarki handlowej. 

### Kariera
W 1954 wziął udział w programie muzycznym CBC Burns Chuckwagon from the Stampede Corral. Po gościnnych występach w programach telewizyjnych w późnych latach pięćdziesiątych, otrzymał swoją pierwszą główną rolę jako Constable Bill Mitchell w serialu R.C.M.P. (1959-1960). Debiutował na kinowym ekranie jako Woody Mahoney familijnym filmie muzycznym fantasy w Francisa Forda Coppoli Tęcza Finiana (1968) u boku Freda Astaire’a i Petuli Clark. 
W 1962 Francks prowadził Three, awangardowe trio jazzowe z Lennym Breau na gitarze i Eonem Henstridgem na kontrabasie. Zespół regularnie występował w Toronto i Nowym Jorku oraz wystąpił w filmie dokumentalnym Toronto Jazz (1964). W 2004 ukazał się album At the Purple Onion. 
Stał się rozpoznawalny w rolach dramatycznych, a także jako pisarz i artysta rewiowy. 16 lutego 1964 debiutował na Broadwayu w tytułowej roli jako Hop Kelly, śmiałek planujący skoczyć z Brooklyn Bridge w musicalu Kelly, ale spektakl został zdjęty z afisza po jednym wystawieniu. Wziął udział w produkcji off-Broadwayowskiej Piosenki teatralne Leonarda Bernsteina (1964). W 1968 powrócił na Broadway jako znany autor Theo w komedii Druga strona.
Został dwukrotnie uhonorowany nagrodą Sojuszu Kanadyjskich Artystów Kina, Telewizji i Radia (ACTRA) – w 1980 jako Pete Brennan w dramacie CBC Drying Up the Streets (1978) za najlepszą kreację aktorską w telewizji w głównej roli i w 1981 za występ w serialu The Phoenix Team (1980).

## Życie prywatne
W latach 1962–1967 był żonaty z Nancy Sue Johnson, z którą miał syna Trane’a i córkę Tyler. 
4 maja 1968 poślubił Lili Clark. Mieli córkę Cree Summer (ur. 7 lipca 1969) i syna Rainbowa Suna (ur. 3 grudnia 1979).

### Śmierć
Zmarł 3 kwietnia 2016 w Toronto na raka w wieku 84 lat.

## Filmografia

### Filmy
- 1968: Tęcza Finiana (Finian’s Rainbow) jako Woody Mahoney
- 1978: Star Wars Holiday Special (TV) jako Boba Fett (głos)
- 1981: Heavy Metal jako Grimaldi / Co-Pilot / Barbarian (głos)
- 1981: Moja krwawa walentynka (My Bloody Valentine) jako szef Jake Newby
- 1983: Rock & Rule jako Mok (głos)
- 1995: Johnny Mnemonic jako Hooky
- 1998: Minion (TV) jako Michael Baer

### Seriale
- 1959–1960: R.C.M.P. jako konstabl Bill Mitchell
- 1966–1967: Jericho jako kapitan OSS Franklin Shepphard
- 1968: Mission: Impossible jako Nicholas Groat
- 1969: Mannix jako Greg Martel
- 1969: Mission: Impossible jako major Alex Denesch
- 1983: Inspektor Gadżet jako agent MAD / dr Klauf (głos)
- 1985: Gwiezdne wojny: Droidy (Star Wars: Droids) jako Jann Tosh / Kybo Ren / Boba Fett (głos)
- 1985–1986: Gwiezdne wojny: Ewoki (Star Wars: Ewoks) jako Umwak / szaman Dulok (głos)
- 1988–1989: Akademia policyjna (Police Academy: The Animated Series) jako cenzor / Thomas „Dom” Conklin (głos)
- 1991: Błotniak (Swamp Thing) jako Anton Arcane (głos)
- 1991–1995: Droga do Avonlea (Road to Avonlea) jako Abe Pike
- 1992–1996: X-Men (X-Men: The Animated Series) jako Szablozęby ( Graydon Creed Sr.) / Krążek / Szaman / Falanga (głos)
- 1996: Gęsia skórka (Goosebumps) jako pustelnik z bagien
- 1997–2001: Nikita jako Walter
- 1998: Donkey Kong – głos
- 1998: Srebrny Surfer (Silver Surfer) jako Kalok (głos)
- 1999: Łowcy skarbów (Relic Hunter) jako Jake Whitney
- 2001: Ziemia: Ostatnie starcie (Earth: Final Conflict) jako Kyle Madrid
- 2002: Tracker jako Wahota Keene
- 2010–2012: Chuck i przyjaciele (The Adventures of Chuck and Friends) jako Głęboki głos)